# Sebastian Hann
Sebastian Hann (n. 1644, Levoča, Košický kraj, Slovacia – d. 1713, Sibiu, Monarhia Habsburgică) a fost un meșter aurar (orfevrier) care a activat la Sibiu.

## Galerie de imagini

Candelă realizată de Sebastian Hann pentru principele Șerban Cantacuzino, Muzeul Național de Artă al României
Potir realizat de Sebastian Hann, cu decor vegetal floral și cu tema răstignirii lui Isus, alături de martiriul Sfântului Sebastian, Muzeul Național de Artă al României
Cană în formă tronconică realizată de Sebastian Hann, Muzeul Național de Istorie a României